# Protaphis terricola
Protaphis terricola är en insektsart. Protaphis terricola ingår i släktet Protaphis och familjen långrörsbladlöss. Inga underarter finns listade i Catalogue of Life.